# 平南温泉駅
平南温泉駅（ピョンナムオンチョンえき）とは、朝鮮民主主義人民共和国南浦特別市温泉郡にある平南線の駅。別名は龍岡温泉駅。

## 歴史
1938年7月8日 - 平南線の開通とともに開業。

## 隣の駅
朝鮮民主主義人民共和国鉄道省
平南線
貴城駅 - 平南温泉駅
南洞線
平南温泉駅 - 安石駅